# Estación Iriarte
Iriarte es una estación ferroviaria ubicada en la localidad de Colonia San Ricardo, en el Partido de General Pinto, Provincia de Buenos Aires, Argentina.

## Servicios
Por sus vías corren trenes de carga de la empresa estatal Trenes Argentinos Cargas. La estación recibió obras de infraestructura varias para quedar operativa.

## Historia
En el año 1886 fue inaugurada la estación, por parte del Ferrocarril Buenos Aires al Pacífico.